# Kitchener—Conestoga (circonscription provinciale)
Circonscription électorale provinciale du Canada
Kitchener—Conestoga est une circonscription provinciale de l'Ontario représentée à l'Assemblée législative de l'Ontario depuis 2007.

## Géographie
La circonscription comprend les cantons de Woolwich, Wellesley, et Wilmot, et la partie sud-ouest de la ville de Kitchener.
Les circonscriptions limitrophes sont Kitchener-Centre, Kitchener-Sud—Hespeler, Wellington—Halton Hills, Perth—Wellington, Wellington—Halton Hills, Oxford, Cambridge et Waterloo (auparavant Kitchener—Waterloo).

## Historique
| Législature         | Années        | Député | Député             | Parti                     |
| ------------------- | ------------- | ------ | ------------------ | ------------------------- |
| Kitchener—Conestoga |               |        |                    |                           |
| 39e                 | 2007–2011     |        | Leeanna Pendergast | Libéral                   |
| 40e                 | 2011–2014     |        | Michael Harris     | Progressiste-conservateur |
| 41e                 | 2014–2018     |        | Michael Harris     | Progressiste-conservateur |
| 41e                 | 2018–2018     |        | Michael Harris     | Indépendant               |
| 42e                 | 2018–2022     |        | Mike Harris Jr.    | Progressiste-conservateur |
| 43e                 | 2022–2025     |        | Mike Harris Jr.    | Progressiste-conservateur |
| 44e                 | 2025–en cours |        | Mike Harris Jr.    | Progressiste-conservateur |

## Circonscription fédérale
Depuis les élections provinciales ontariennes du 4 octobre 2007, l'ensemble des circonscriptions provinciales et des circonscriptions fédérales sont identiques.